# Ona electromagnètica
Una ona electromagnètica és la forma que l'energia de la radiació electromagnètica adopta segons la teoria ondulatòria. Es tracta d'ones transversals que es desplacen a la velocitat de la llum. Una ona lluminosa és una ona electromagnètica de la qual la longitud d'ona correspon a l'espai visible, que és entre les longituds d'ona de 400 i 750 nm i que correspon a les energies de fotó d'1,5 a 3 eV, tot i que a vegades es troba en límits més amples, de 380 a 800 nm.

## Història
La teoria ondulatòria de la llum ha estat principalment desenvolupada per Christiaan Huygens a la dècada del 1670, i continuat per Augustin Jean Fresnel. S'oposava a l'època a la teoria corpuscular de la llum, defensada principalment per Isaac Newton. Huygens treballava principalment sobre les lleis de reflexió i de Refracció, i Fresnel va desenvolupar sobretot la longitud d'ona. La concepció de la llum com ondulació va incitar els físics a imaginar l'èter (element). El pas decisiu fou la síntesi de les lleis electromagnètiques que va fer James Clerk Maxwell, ja que les seves equacions de Maxwell van predir l'existència d'ones electromagnètiques, i la seva velocitat, permetent la hipòtesi que la llum és una ona electromagnètica.
Les ones de ràdio, de baixa freqüència i gran longitud d'ona, es van descobrir a final segle xix amb els treballs sobretot d'Alexandre Popov, Heinrich Rudolf Hertz, Édouard Branly i Nikola Tesla. Els rajos X, de freqüència elevada i longitud d'ona curta, els va descobrir Wilhelm Röntgen en 1895. Max Planck va introduir el 1901 la constant de Planck, Albert Einstein va explicar les discontinuïtats el 1905 en els seus treballs sobre l'efecte fotoelèctric, en els quals proposava l'existència d'unitats discretes d'energia en la llum. Aquesta és la premissa del model del fotó, sintesi dels enfocaments ondulatoris o corpusculars de la llum, donant la idea d'una generalització a tota la matèria: la mecànica quàntica.

## Descripció
Com totes les ones, una ona electromagnètica es pot analitzar utilitzant l'anàlisi espectral; es pot descompondre amb ones monocromàtiques. Una ona electromagnètica monocromàtica es pot modelar amb un moment dipolar elèctric vibrant, que modela el reflex convenientment. Les variacions dels camps elèctrics i magnètics s'han relacionat amb les equacions de Maxwell, permetent representar l'ona per un sol d'aquests camps, en general el camp elèctric.